# Nuno da Cunha e Ataíde
Pour les articles homonymes, voir Ataíde.
Nuno da Cunha e Ataíde (né le 8 décembre 1664 à Lisbonne,  Portugal, et mort le 3 ou 15 décembre 1750 à Lisbonne) est un cardinal  portugais du XVIIIe siècle.

## Biographie
Cunha e Ataíde étudie à l'université de Coimbra et est chanoine à Coimbra et à Lisbonne. Il est conseiller du roi Pierre II de Portugal et inquisiteur général de Lisbonne et du Portugal. Il est désigné évêque d'Elva, mais n'occupe jamais le poste. En 1705 il est élu évêque titulaire de Targa (de).
Le pape Clément XI le crée cardinal lors du consistoire du 18 mai 1712. Il arrive trop tard à Rome pour participer au conclave de 1721, lors duquel Innocent XIII est élu pape, et ne participe pas à celui de 1724 (élection de Benoît XIII), ni à ceux de 1730 (élection de Clément XII) ou de 1740 (élection de Benoît XIV). 

## Sources
- Fiche du cardinal sur le site fiu.edu